# Ray Ho
Ray Ho (chiń. 何承叡; pinyin Hé Chéngruì; ur. 13 lutego 2000) – tajwański tenisista, finalista juniorskiego French Open w grze podwójnej.

## Kariera tenisowa
W karierze wygrał cztery deblowe turnieje rangi ITF.
W 2018 roku, startując razem z Tseng Chun-hsin dotarł do finału juniorskiego turnieju French Open w grze podwójnej. W decydującym meczu tajwańska para przegrała z Ondřejem Štylerem oraz Naokim Tajimą 4:6, 4:6.
Najwyżej sklasyfikowany był na 813. miejscu w singlu (14 października 2019) oraz na 411. pozycji w deblu (14 października 2019).

### Finały juniorskich turniejów wielkoszlemowych

#### Gra podwójna (0–1)
| Końcowy wynik | Nr | Data            | Turniej            | Nawierzchnia | Partner         | Przeciwnicy                | Wynik finału |
| ------------- | -- | --------------- | ------------------ | ------------ | --------------- | -------------------------- | ------------ |
| Finalista     | 1. | 10 czerwca 2018 | French Open, Paryż | Ceglana      | Tseng Chun-hsin | Ondřej Štyler Naoki Tajima | 4:6, 4:6     |